# Зеледеево (Красноярский край)
Зеледе́ево — посёлок в Емельяновском районе Красноярского края. Административный центр Зеледеевского сельсовета.

## География
Посёлок находится в центральной части края, в пределах подтаёжно-лесостепного района лесостепной зоны, на левом берегу реки Малый Кемчуг, на расстоянии приблизительно 39 км (по прямой) к юго-западу от посёлка городского типа Емельяново, административного центра района. Абсолютная высота — 436 м над уровнем моря.
Климат
Климат характеризуется как резко континентальный, с продолжительной морозной зимой и коротким тёплым летом. Средняя температура воздуха самого тёплого месяца (июля) составляет 19 °C (абсолютный максимум — 38 °C); самого холодного (января) — −16 °C (абсолютный минимум — −53 °C). Продолжительность безморозного периода составляет в среднем 95—115 дней. Среднегодовое количество атмосферных осадков составляет 430—680 мм, из которых большая часть выпадает в летний период.

## История
По данным 1926 года в деревне Зеледеева имелось 246 хозяйства и проживало 1225 человек (615 мужчин и 610 женщин). В национальном составе населения того периода преобладали русские. Функционировали школа I ступени, маслозавод, больница, фельдшерский пункт и лавка общества потребителей. В административном отношении являлась центром Зеледеевского сельсовета Красноярского района Красноярского округа Сибирского края.

## Население
| 2010 |
| ---- |
| 452  |

Половой состав
По данным Всероссийской переписи населения 2010 года, в гендерной структуре населения мужчины составляли 45,8 %, женщины — соответственно 54,2 %.
Национальный состав
Согласно результатам переписи 2002 года, в национальной структуре населения русские составляли 89 % из 568 человек.